# Mitchell (Automarke)
Mitchell war eine britische Automarke.

## Unternehmensgeschichte
Das Unternehmen aus London begann 1906 mit der Produktion von Automobilen. Der Markenname lautete Mitchell. 1907 endete die Produktion.

## Fahrzeuge
Das einzige Modell war der 14/20 HP. Der Motor war in Fahrzeugmitte montiert. Die Karosserieform Landaulet ist überliefert. Beworben wurde das Fahrzeug mit Ideal für die Stadt.